# Вместе за Республику
«Вместе за Республику» (фр. Ensemble pour la République) — политическая коалиция Франции, включающая партии Возрождение, Демократическое движение, Горизонты, Действовать и Радикальную партию. Образована в ноябре 2021 года как «Граждане вместе» (фр. Ensemble Citoyens), с 2022 по 2024 — «Вместе за президентское большинство».

## История
Франсуа Байру, лидер Демократического движения, ранее предлагал сформировать коалицию, в которую вошли бы центристские и правоцентристские партии. В ноябре 2021 года председатель Национальной ассамблеи Ришар Ферран принял его предложение, и вместе они сформировали коалицию Граждане вместе. Помимо Демократического движения и Возрождения, партия Действовать также стала одной из её основательниц. В следующем месяце к ним присоединились Радикальная партия и партия Горизонты.
С момента основания в ноябре коалицию возглавляли Ферран в качестве её лидера, Байру и Эдуар Филипп в качестве вице-президентов и Станислас Герини в качестве генерального секретаря. Жан Кастекс также присоединился к коалиции. Эдуар Филипп приостановил свое участие в коалиции 14 января 2022 года, хотя четыре дня спустя он объявил, что его партия восстановлена в коалиции. В апреле 2022 года партия «Вперёд, Республика!» объявила, что изменит название своей партии на «Возрождение», а месяц спустя название коалиции было сокращено до «Вместе». Прогрессивная федерация присоединилась к коалиции в мае 2022 года.
30 июня и 7 июля 2024 года состоялись два тура досрочных парламентских выборов, которые принесли коалиции «Вместе» тяжёлое поражение: в конечном итоге она получила 23,7 % голосов, которые обеспечили ей 156 депутатских мандатов вместо 250 в предыдущем созыве Национального собрания. По полученным голосам коалиция заняла третье место после впервые победившего Национального объединения (32,05 %) и левого блока Новый народный фронт (25,68 %). Благодаря мажоритарной системе выборов по количеству полученных депутатских мандатов коалиция «Вместе» заняла второе место после ННФ (178 депутатов), оттеснив на третье по этому показателю НО (125 мандатов).

## Члены коалиции
| Партия | Партия | Партия                   | Аббревиатура | Идеология                           | Позиция                 | Лидер            |
| ------ | ------ | ------------------------ | ------------ | ----------------------------------- | ----------------------- | ---------------- |
|        |        | Возрождение              | LREM         | Либерализм                          | центризм                | Станислас Герини |
|        |        | Демократическое движение | MoDem        | Либерализм Христианская демократия  | центризм, правоцентризм | Франсуа Байру    |
|        |        | Горизонты                | Horizons     | Консервативный либерализм           | правоцентризм           | Эдуар Филипп     |
|        |        | Действовать              | Agir         | Консервативный либерализм           | правоцентризм           | Франк Ристер     |
|        |        | Территории прогресса     | TDP          | Социал-либерализм Социал-демократия | центризм, левоцентризм  | Оливье Дюссо     |
|        |        | Радикальная партия       | PRV          | либерализм                          | центризм                | Лоран Энар       |
|        |        | Совместно                | EC           | Зелёная политика                    | левоцентризм            | Филипп Ардуэн    |
|        |        | Прогрессивная федерация  | FP           | Социал-демократия                   | левоцентризм            | Франсуа Ребсамен |

## Цели
Коалиция стремилась объединить президентское большинство Эмманюэля Макрона, чтобы представить своих общих кандидатов на выборах в законодательные органы 2022 года. В мае 2022 года Ферран заявил о своей приверженности «стабильному большинству в Национальном собрании», а Филипп уточнил, что программа Ensemble — «это программа Макрона». Байру указал, что партии сформируют совместную парламентскую группу в Национальной ассамблее. Некоторые источники в СМИ считают его современным воплощением правоцентристского политического движения Валери Жискар д’Эстена Союз за французскую демократию, основанного в 1978 году.